# Michał Staniszewski
Michał Tomasz Staniszewski, född den 16 september 1973 i Opoczno, Polen, är en polsk kanotist.
Han tog OS-silver i C-2 slalom i samband med de olympiska kanottävlingarna 2000 i Sydney.